# IBI Group
IBI Group est un cabinet d'architecture basé à Toronto au Canada.
L'agence a conçu plusieurs gratte-ciel en Amérique du nord, dont :
- West Sixth II, Tempe, États-Unis, 2011
- The Heathview, Toronto, Canada, 2014
- Pinnacle on the Park, San Diego, États-Unis, 2015
- Ocean Club, South Tower,  Toronto, 2015
- Chaz Yorkville,  Toronto, 2015
- The Guardian (gratte-ciel), Calgary, Canada, 2016
- 561 Sherbourne,  Toronto, 2017